# Pallacanestro Broni 93 2013-2014
La Pallacanestro Broni 93 nella stagione 2013-2014 prende parte al campionato di Serie A2.